# 하수종말처리장
하수종말처리장은 오수를 모아 정화한 후 강이나 바다로 방류하는 하수도의 시설 중 하나이다.

## 하수종말처리장의 하수처리공법
표준활성 슬러지법: 가장 많이 사용되는 방법으로 하수량의 20~50% 정도의 활성슬러지를 하수와 혼합한다. 그 후 5시간 정도 지난 뒤에 슬러지를 분리한 후 방류한다.
단계식포기법(step aeration) 폐수를 포기조의 전체 길이 4개 정도로 분할하여 유입시킨다.
장기포기법(extended aeration) 장기포기법은 표준적인 방법보다 포기시간이 길고 잉여슬러지의 생산량이 적은 반면, 동력비의 소모가 많다.